# Pseudolambrus sundaicus
Pseudolambrus sundaicus is een krabbensoort uit de familie van de Parthenopidae. De wetenschappelijke naam van de soort is voor het eerst geldig gepubliceerd in 2000 door Ng & Rahayu.